# Chastris
Chastreix és un municipi francès situat al departament del Puèi Domat i a la regió d'Alvèrnia-Roine-Alps. L'any 2007 tenia 250 habitants.

## Demografia

### Població
El 2007 la població de fet de Chastreix era de 250 persones. Hi havia 116 famílies de les quals 46 eren unipersonals (29 homes vivint sols i 17 dones vivint soles), 37 parelles sense fills, 29 parelles amb fills i 4 famílies monoparentals amb fills.
La població ha evolucionat segons el següent gràfic:
Habitants censats

### Habitatges
El 2007 hi havia 307 habitatges, 120 eren l'habitatge principal de la família, 152 eren segones residències i 36 estaven desocupats. 254 eren cases i 52 eren apartaments. Dels 120 habitatges principals, 102 estaven ocupats pels seus propietaris, 13 estaven llogats i ocupats pels llogaters i 4 estaven cedits a títol gratuït; 3 tenien una cambra, 17 en tenien dues, 23 en tenien tres, 33 en tenien quatre i 44 en tenien cinc o més. 62 habitatges disposaven pel capbaix d'una plaça de pàrquing. A 57 habitatges hi havia un automòbil i a 43 n'hi havia dos o més.

### Piràmide de població
La piràmide de població per edats i sexe el 2009 era:
| Homes | Edats   | Dones |
| ----- | ------- | ----- |
| 0     | 95 o +  | 0     |
| 0     | 90 a 94 | 0     |
| 4     | 85 a 89 | 0     |
| 4     | 80 a 84 | 8     |
| 4     | 75 a 79 | 12    |
| 16    | 70 a 74 | 16    |
| 8     | 65 a 69 | 8     |
| 12    | 60 a 64 | 8     |
| 4     | 55 a 59 | 0     |
| 20    | 50 a 54 | 12    |
| 12    | 45 a 49 | 4     |
| 12    | 40 a 44 | 8     |
| 12    | 35 a 39 | 8     |
| 4     | 30 a 34 | 12    |
| 8     | 25 a 29 | 4     |
| 4     | 20 a 24 | 0     |
| 4     | 15 a 19 | 16    |
| 4     | 10 a 14 | 0     |
| 8     | 5 a 9   | 0     |
| 4     | 0 a 4   | 0     |

## Economia
El 2007 la població en edat de treballar era de 161 persones, 119 eren actives i 42 eren inactives. De les 119 persones actives 112 estaven ocupades (67 homes i 45 dones) i 6 estaven aturades (2 homes i 4 dones). De les 42 persones inactives 31 estaven jubilades, 5 estaven estudiant i 6 estaven classificades com a «altres inactius».

### Ingressos
El 2009 a Chastreix hi havia 123 unitats fiscals que integraven 262 persones, la mediana anual d'ingressos fiscals per persona era de 12.881 €.

### Activitats econòmiques
Dels 21 establiments que hi havia el 2007, 1 era d'una empresa extractiva, 1 d'una empresa alimentària, 1 d'una empresa de fabricació d'altres productes industrials, 4 d'empreses de comerç i reparació d'automòbils, 4 d'empreses de transport, 5 d'empreses d'hostatgeria i restauració, 2 d'empreses immobiliàries, 1 d'una empresa de serveis i 2 d'entitats de l'administració pública.
Els 4 serveis als particulars que hi havia el 2009 eren restaurants.
Dels 4 establiments comercials que hi havia el 2009, 1 era una fleca i 3 botigues de material esportiu.
L'any 2000 a Chastreix hi havia 48 explotacions agrícoles que ocupaven un total de 2.442 hectàrees.

## Poblacions més properes
El següent diagrama mostra les poblacions més properes.